# DOS/V
DOS/V（ドスブイ）は、1990年に日本アイ・ビー・エムが発表したパーソナルコンピュータ用のオペレーティングシステムの通称である。PC/AT互換機上で稼働し、日本語専用のハードウェアを必要とせずに、ソフトウェアだけで日本語表示を可能にした。1991年にはマイクロソフトの日本法人なども発表し、日本でPC/AT互換機が一般に普及する切っ掛けとなった。転じて日本ではPC/AT互換機のことを指して「DOS/V」と呼ばれる場合がある。

## 名称
「DOS/V」は当初は「VGA対応のDOS」（VGAグラフィックモードを使用して日本語テキスト表示を実現したDOS）を意味したが、後に「可変(Variable)」などの意味も追加され、更には日本ではPC/AT互換機自体を「DOS/V」と呼ぶ用例も発生した。
最初の製品の正式名称は「IBM DOS J4.0/V」で、並存したPS/55専用の「IBM DOS J4.0」（通称 JDOS）と比較すると製品名に「/V」が追加された。このため日本IBM社内では当初は「スラブイ」とも呼ばれたが、当時のパソコン通信のNIFTYや日経MIXなどのネットワーカーなどを中心に「DOS/V」との通称が普及し定着した。「V」は当初はビデオ表示規格のVGA（最大画面解像度は640×480ピクセル）を意味したため、DOS/V初期の日本IBMのインタビューや資料には「XGA（最大画面解像度が1024×768）対応のDOS/X、モバイル端末用のCGA対応のDOS/C」などの用語も見られた。また「V」は「Victory」との解釈、「DOS/V」を「DOSバージョン5」と誤解する例もあった。その後に日本IBMが「DOS/Vは登録商標にしない、自由に使用して欲しい」と宣言した事もあり「DOS/V」の通称は広く普及した。後にDOS/V上で複数の画面解像度を実現するV-Textや、各種SVGAサポートも追加され、日本IBMでDOS/Vを主導した堀田一芙は雑誌インタビューなどで「VはVariable（可変）などと解釈してください」と説明した。
更に日本では、当時普及していたNECのPC-9800シリーズなど各社独自仕様のパーソナルコンピュータに対して、DOS/Vが稼働するPC/AT互換機が「DOS/Vマシン」「DOS/V機」とも呼ばれた。更にはPC/AT互換機の販売店を「DOS/Vショップ」、PC/AT互換機対応の周辺機器を「DOS/V対応」、雑誌名のDOS/V POWER REPORTなど、OSとは無関係にPC/AT互換機自体を「DOS/V」と呼ぶ用例も存在する。

## 歴史

### DOS/Vの登場前
世界的には1981年のIBM PC登場後、ほぼ数年でIBM PC互換機がパーソナルコンピュータ市場のデファクトスタンダードとなった。
しかし日本では日本語表示の性能確保のためにIBM PCのシリーズは発売されず、日本IBMを含め各社から独自の日本語表示用のハードウェア（漢字ROMなど）を搭載したパーソナルコンピュータが発売された。このため、同じインテルのx86系のCPUとMS-DOSを採用しながらもIBM PC互換機と相互に互換性が無い時代が続いた。NECのPC-9800シリーズがほぼ寡占状態で、他は富士通のFMRシリーズ、日本IBMのマルチステーション5550シリーズおよびJX、東芝のJ-3100シリーズおよびダイナブック、三洋電機やシャープ・日立製作所・三菱電機などのAX陣営などに分かれ、日本国内の機種間でもほとんど互換性は無かった。ダイナブック初期モデル（J-3100SS）はPC/XT互換（すぐにPC/AT互換に移行）、AXはPC/AT互換機ベースであり英語環境では互換性があったが、日本語表示は各々独自仕様のためやはり互換性はなかった。なお5550には英語環境の実装がなく、同じIBMのPC系列とは全く互換性がない。
背景には日本ではハードウェアメーカーが強く独自の系列と販売網を築いていたこと、ユーザーも「メーカー保証」を求めたことがあった。しかし、海外のハードウェアやソフトウェアのメーカーにとっては日本市場への参入障壁であり、日本国内向け機種がPC/AT互換でないNECや富士通を含む日本のメーカーにとっては日本国内と海外への重複投資であった。また、ユーザーにとっては互換性の壁となり、海外最新技術の導入時間差や内外価格差でもあった。

### DOS/Vの開発
1980年代始め、日本IBMはアジア太平洋地域にマルチステーション5550とJXの2つのパソコンシリーズをリリースした。マルチステーション5550はディスクから漢字フォントを読み取り、1024×768高解像度ディスプレイにグラフィック文字として文章を描画できた。JXはIBM PCjrやIBM PCアーキテクチャーを拡張して、720×512ピクセルのディスプレイで英語及び日本語版のPC DOSをサポートした。どちらも日本のコンシューマ市場にてNEC PC-98の寡占を崩すに至らなかった。5550は高価だったため、そのほとんどはIBMのメインフレームを使用する大企業に販売された。JXはCPUにIntel 8086を用いる代わりにより遅いIntel 8088を採用した。これはコンシューマ製品のJXがビジネスクラスの5550を上回ることがあってはならないとIBMが考えていたためで、このことは実際の処理速度がどうあれ、消費者の評判を傷つけた。別の観点として、あるソフトハウスはIBMがJX対応ソフトの開発に協力的でなかったと話した。日本IBMはPC/XT 100%互換機のコードネーム「JX2」なる機種を計画していたが、1986年に中止された。
1987年、JX用PC DOSの開発者だった羽鳥正彦は、IBM大和開発研究所で仕事の空いた時間にDOS/Vの開発を始めた。この当時、東芝はJ-3100（T3100ラップトップPCの日本版）をリリースし、マイクロソフトはAXアーキテクチャーを発表したところだった。数ヶ月後、日本IBMは特殊なバージョンのDOSを搭載した独自アーキテクチャーのラップトップPC「PS/55 モデル5535」をリリースした。羽鳥は、IBMは独自アーキテクチャーのPCからIBM PC互換に変えていく必要があると考えていた。羽鳥の上司だった丸山力と三井信雄も、日本の閉鎖されたPC市場は変わらなければならないと考え、またこの試みはIBM単独では達成できないと考えていた。1989年夏頃、彼らはDOS/Vの開発を本格的に進めることと、PS/55のアーキテクチャーを公開すること、PCオープン・アーキテクチャー推進協議会 (OADG) を設立することを決めた。
DOS/V開発チームは元のPC DOSとの拡張性や互換性をよりよくするために、DOS/Vをシンプルに設計した。チームはテキストの描画時間を削減するのに苦労した。「DOS/Vの開発にはストップウオッチが必需品だった。」と羽鳥は語っている。
丸山と三井は各国IBMの支社を訪ねて計画に合意するよう説得して回った。1990年12月始め、丸山は米IBMのマネジメント・コミッティーに赴き、この計画を「日本での低価格パソコン戦略」としてプレゼンテーションを行った。この会議では通常の議題は15分かかるところを、丸山の議題は1時間かかった。計画は最終的にジョン・エイカーズによって承認された。
会議の後、マイクロソフト日本法人は日本IBMからDOS/Vのソースコードを受け取る契約を結んだ。1990年12月20日、日本IBMはOADGを設立し、マイクロソフトが他のPCメーカーにDOS/Vを供給することを発表した。

### DOS/Vの登場
DOS/VはPC/AT互換機で稼働し日本語表示をソフトウェアのみで実現したため、日本にPC/AT互換機が普及する契機となった。日本語表示をソフトウェアのみで行う事自体はマルチステーション5550初期モデルなどに前例があるが、当時のハードウェアの性能向上によりソフトウェアによる日本語表示が実用的になった。
1990年10月、日本IBMがPS/55シリーズの新モデル発表の中で、「IBM DOS バージョンJ4.0/V」を発表した当時は「DOS/V」の略称はまだ無く、サポートするモデルはラップトップ2代目である5535-S、デスクトップ下位モデルの5550-V、個人向けのPS/55zの3モデルであった。なおDOS/V登場時のマイナーバージョンは「J4.05/V」で、PS/55で既存の高解像度用DOS（後の通称JDOS）の「IBM DOS J4.05」と同じレベルであった。
しかしPS/55の画面解像度の主流は1024×768ピクセルで、初代ラップトップでも720×512なのに対して、5535-Sは640×480のVGAであるなど、「低スペックで互換性の低い専用OS」と思われ、マスコミでも雑誌でもほとんど注目されなかった。

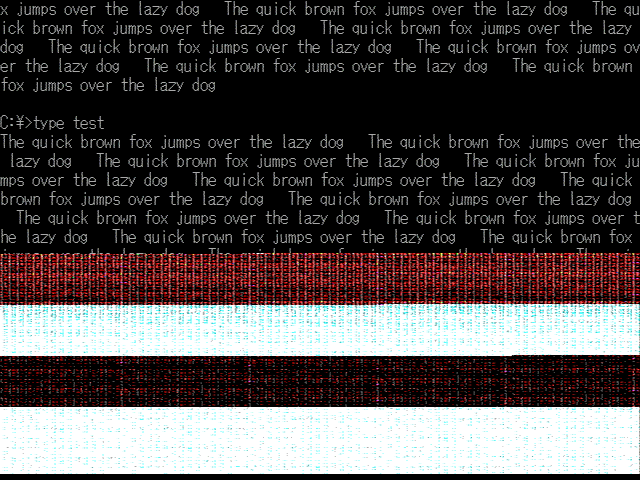
VGA互換ビデオカードでの表示崩れ

しかしパソコン通信などで「PC/AT互換機でも動いて日本語表示ができた」など実績報告が続出し話題となった。ただし当時はPC/AT互換機自体が日本国内にほとんど無く、システムディスクの5.25インチフロッピーディスクへの変換や日本語キーボードの問題に加え、メモリマネージャとして別途QEMM386等が必要、BIOSやビデオカードの相性の問題も発生するなどマニア（人柱、廃人とも呼ばれた）の世界だった。しかし日本IBMは非公式にこれら情報を見ては、英語キーボードのサポート、当時有力なVGA互換グラフィックチップであるET4000で正常表示できる隠しオプション "$DISP.SYS /HS=LC" の追加など、他社のPC/AT互換機で動く改善を繰り返しては情報提供した。このためマイナーバージョン「J4.07/V」の頃には大半のPC/AT互換機で正式保証は無いが実用的に稼働するようになった。当初、このことはPS/55の売り上げを妨げて反対に遭うと予想されたため、IBM社内で秘密だった。羽鳥は次のように語っている。
我々はDOS/Vが他社のIBM互換機でも動くことを隠していました。実際には、ゲートウェイでも何でも動くように作っているんですけど、本当に口を閉ざして、知られないよう、社内にも敵がいっぱいいますから、変なところを刺激しないように。要は、もろ刃の剣でして、そういう安い互換機でもDOS/Vが動くようになると、逆に今まで高利益をとっていた5550シリーズが売れなくなる可能性があるわけです。8割ぐらいは反対していたんですね、実際に大和の中では—羽鳥正彦「DOS/V 5周年 実録 日本アイ・ビー・エム物語」、『ASAHIパソコン』（1995-04-01）、朝日新聞社、ISSN 0916-0302 pp. 142-152
日本IBMはPS/55note（後のThinkPad）などDOS/V対象機を拡大し国産各社にもDOS/Vの採用を働きかけたが、大半のメーカーは従来通りマイクロソフトからの提供を希望した。しかしマイクロソフトは当時既にOS/2やMicrosoft Windows NTなどをめぐりIBMとは競合関係にあり、マイクロソフト版DOS/Vを当初はAXベースで三洋電機と開発・テストした。これはソフトウェアのみで日本語表示を実現する事はIBM版と同じだが「AXとの互換性確保のためにIBM版とは互換性が無く、フック多用のため日本語表示性能が大幅に低い」という非公式情報が流れたため、雑誌やパソコン通信では署名活動などの反対運動が起き、この開発は中止された。後に、これとは別にAX VGA/Sがリリースされた。

### DOS/Vの普及
1991年3月にDOS/Vを中心とした標準化・推進組織であるOADGが設立された。同時に、マイクロソフトには日本IBMから「DOS/Vモジュール」が提供され、DOS/VがMS-DOSとして各社にOEM供給されることが発表された。しかし当初は日本IBMが情報の公開方法について曖昧な態度を見せたり、OADG仕様の決定権を持つ日本IBMとAX環境との両立を要求するAX陣営との間で調整が長引いたりと、足並みは揃わなかった。また、日本語入力システムのインターフェイス仕様をめぐって日本IBMとマイクロソフトの間で折り合いが付かなかった。具体的には、日本語入力ソフトのインターフェイス仕様に日本IBMは「IAS」を使用していたのに対し、マイクロソフトは「KKCFUNC」の採用を主張。両者ともに意見を譲らず、IBM版とマイクロソフト版のDOS/Vで仕様に違いが生じることになった。このため、DOSバージョン5.0の開発が遅れる事態になった。
1991年から1993年にかけて、NECを除く国産各社はDOS/Vに移行した。東芝やAX陣営はオプションでDOS/V環境を用意することから始まり、やがて主力を純粋なDOS/V機に移行。また、富士通、エプソンダイレクト、プロサイドなどがOADGへの参加を表明してDOS/V機を発売。並行して台湾のマイタック、ASTリサーチ、コンパック、デル、ゲートウェイなどの外資系各社もDOS/Vを搭載して日本市場に本格参入した。特にコンパックの低価格マシン投入は「コンパックショック」とも呼ばれ、FMVは標準搭載ソフトの多さと割安感でシェアを拡大した。またIBMはDOS/V専用シリーズのPS/V（後のAptiva）、セガはメガドライブとの両互換機であるテラドライブを発売した。NECは、それからもPC-9800シリーズ（および派生機種）の開発・販売を続け、とうとうDOS/V対応機を国内販売しなかった。国内向けをPC/AT互換機系列であるPC98-NXシリーズに移行したのは、のちのWindows 9xの時代であり、サーバーのExpress5800シリーズにPC/AT互換機系列の機種を投入したのもWindows NTの時代になってからである。前者の派生機種であるFC98-NXの一部機種でPC DOS 2000の動作を保障している例外を除き、両シリーズともDOS/Vでの動作を保障していない。
秋葉原では、従来はPC/AT互換機の一般向けの輸入・組立販売店は小規模店舗が少数だったが、DOS/V搭載の「DOS/V機」を販売する「DOS/Vショップ」が増加した。DOS/VやAT互換機を中心記事としたDOS/Vマガジン、PC WAVE、DOS/V POWER REPORTなどの雑誌も創刊されて、付録のCD-ROMではDOS/Vの修正モジュール、ドライバー、オンラインソフト、次期バージョンのβ版なども配布された。また1992年にIBMが発表したOS/2 J2.0には、日本語版のDOS互換環境にDOS/Vが含まれ、後にはV-Textにも対応した。

### PC-98 対 DOS/V

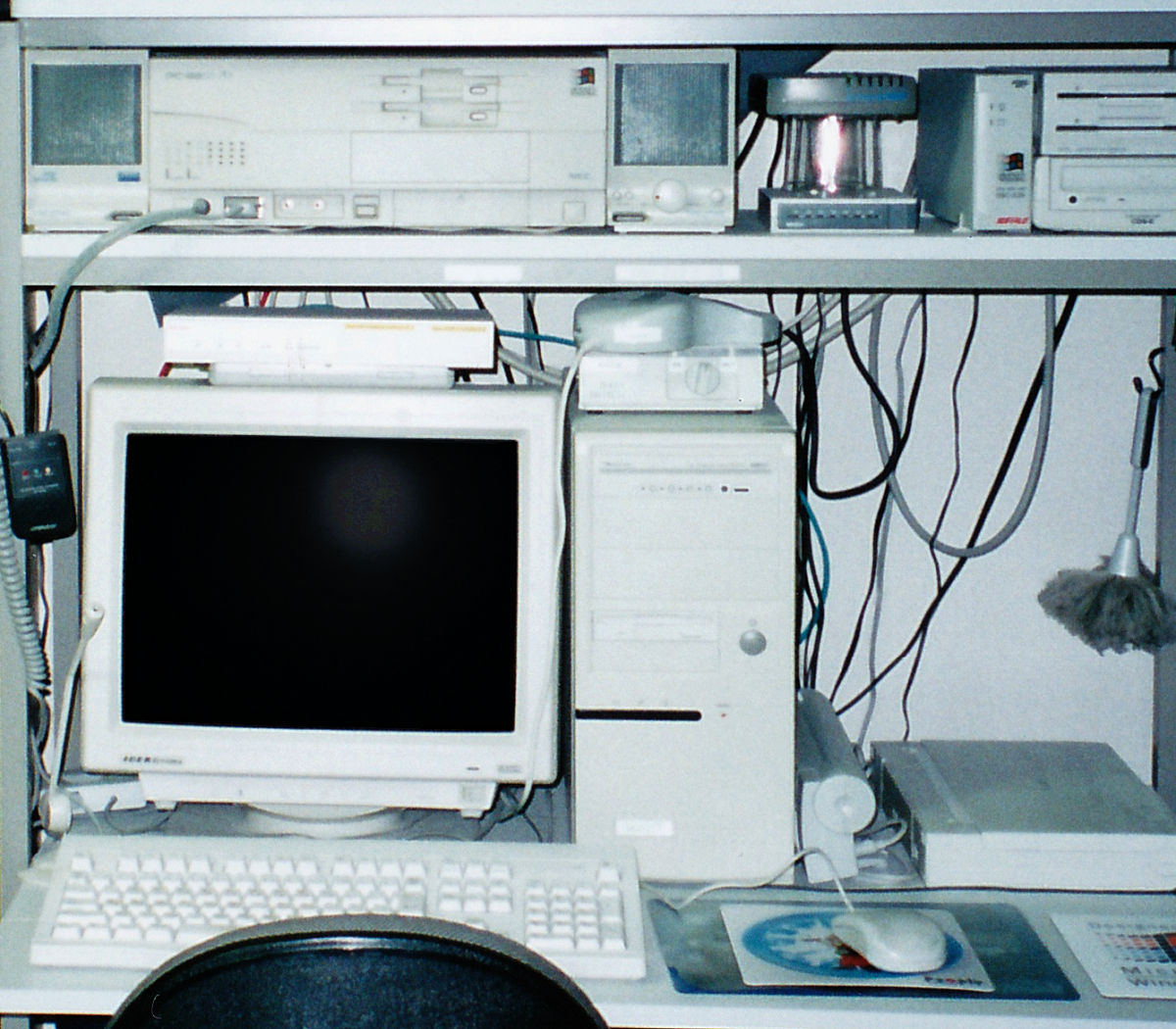
PC-9821とPC/AT互換機（自作PC）

国内市場の構図が次第に「PC-98 対 DOS/V」となる中、マスコミ、メーカー、ユーザーなどで以下が比較された。
画面の広さ
PC-9800シリーズは画面解像度が640×400固定のためテキストモードは最大80桁25行だったが、DOS/V (VGA)は画面解像度が最大640×480のためテキストモードは同じ80桁25行ならば行間が空き、グラフィック画面では広く使えたほか、後のV-Textによる拡張では、より高解像度となる800×600や1024×768、1280×1024などを含むSVGAを使用したテキストモード（100桁33行など）や高品位な24ドットフォントなども可能となった。
日本語表示速度
PC-9800シリーズは特にスクロールが高速、DOS/Vはビデオチップとドライバー次第だが、WindowsなどのGUI環境が中心になれば違いは無くなる。
周辺機器・ソフトウェアの数
国内ではPC-9800シリーズ用が圧倒的に豊富だが、DOS/Vは世界中のものが使用でき、日本語化も容易で、更にWindowsなどの環境になれば違いは非常に少なくなる。
将来性
NECはマイクロソフト等との歴史と関係を強調するが、世界的な規格やOSはまずはPC/AT互換機用に開発される。
NECは1992年に、従来のPC-9800シリーズをベースとしながらもVGAと同じ画面解像度(640×480)を持つPC-9821シリーズを発売した。更にテキスト画面のスクロール速度をDOS/Vと比較したTVコマーシャルの放映、「ISAバス(IBM-PCにおけるATバス)ベースなのでPC-98では対応困難」とも言われたPCMCIA（現在の16ビットPCカード）への対応、PCIへの移行、S3の最新SVGAビデオチップのPC/AT互換機よりも早い搭載、そしてWindows 95のサポートなど、DOS/V（PC/AT互換機）を意識した積極的な製品競争を展開したが、PC/AT互換機の最新技術を取り入れてWindows環境に移行するに従い「ユーザーから見れば、もはやWindowsパソコンの1機種であり、中身が独自である必要性が見えず、一番の違いはキーボードだけ」などの意見も増えていった。
やがて「残るNECがいつDOS/V（PC/AT互換機）に移行するか」が業界やユーザーの話題となったが、PC-9800シリーズの成長と維持に注力した関本忠弘社長の1994年の交代を経て、1997年にはNECが事実上のPC/AT互換機のPC98-NXシリーズを発売した。NECは「世界標準機」との表現を使用し、マイクロソフトのガイドラインであるPC97/98に準拠していたが、付属するWindowsのCD-ROMには「PC/AT互換機用」と明記されていた。更に2003年には従来のPC-9800シリーズの受注生産を終了した。この結果、日本も世界と同様に「パーソナルコンピュータはMacintoshを除くとPC/AT互換機」となった。

### DOS/Vの成功要因とその後
DOS/Vが成功した背景には、当時のPC/AT互換機の内外価格差（80486-33MHz搭載で日本の半額以下など）、各社SVGAなど高速・高解像度なビデオカードの普及、Microsoft Windows 3.xの普及時期、日本IBMのオープン路線（他社PC/AT互換機への対応、OADG設立など）、IBM版と互換性の高いマイクロソフト版DOS/Vの出荷、NEC以外の国産各社の動向（独自でのPC-9800シリーズへの巻き返し困難、独自仕様マシンの今後のWindowsサポート不安、内外二重投資の回避）などが重なった事が挙げられる。
一連の過程は「日本市場は日本語の壁で鎖国していたが、DOS/Vにより開国した」と表現される場合も多い。江戸時代は藩（大手メーカーによる囲い込み）や身分（企業向け、個人向けなど）で分けられ、自由な往来もできなかったが、近代国家となり統一されて海外とも国内も往来できるようになった、という比喩である。歴史的には、世界的には1981年からの数年間（16ビット、MS-DOSへの移行期）に発生したPC/AT互換機への移行が、日本では遅れて1990年からの数年間（32ビット、Windowsへの移行期）に発生したともいえる。
「鎖国」体制の崩壊に伴い、モジュール化に出遅れた日本の電子産業はその後急激な衰退の道を辿る。後のフィーチャーフォンからスマートフォンへの移行も同様であった。
なお、1995年のMicrosoft Windows 95以降では単体のDOSを必要としなくなり、一部の携帯情報端末や制御機器を除きDOS/Vを含めたDOSは主流の座を降りた。DOS/Vを含めたDOS全体で、マイクロソフト版は1993年出荷の「MS-DOS 6.2/V」、IBM版は1998年出荷の「PC DOS 2000」が最終バージョンとなった。しかしMicrosoft Windows 32bit版各バージョン日本語版のコマンドプロンプトで使用されている日本語表示規格は現在でもDOS/Vであり、DOS/V対応のソフトウェアがほぼ稼働する。但し64bit版Windowsでは仕様上DOS対応のソフトウェアには対応しないため、DOS/V対応のソフトウェアも動作しない。またFreeDOSの日本語化の動きとして「FreeDOS/V」が存在する。
実際に使われる場面は少なくなったDOS/Vだが、その後も自作PC系販売店等の固有名詞や、家電量販店におけるPCパーツ売り場の名称や、メーカーのPC向けパーツ区分として現在も残っている場合がある。
なお雑誌名としては2023年12月にDOS/Vを雑誌名に関していた最後の雑誌である「DOS/V POWER REPORT」が休刊となったことにより、2023年12月31日時点においてDOS/Vの名を関する定期刊行物はなくなっている状況である。

## 動作

### DOS/V登場前の日本語表示方式

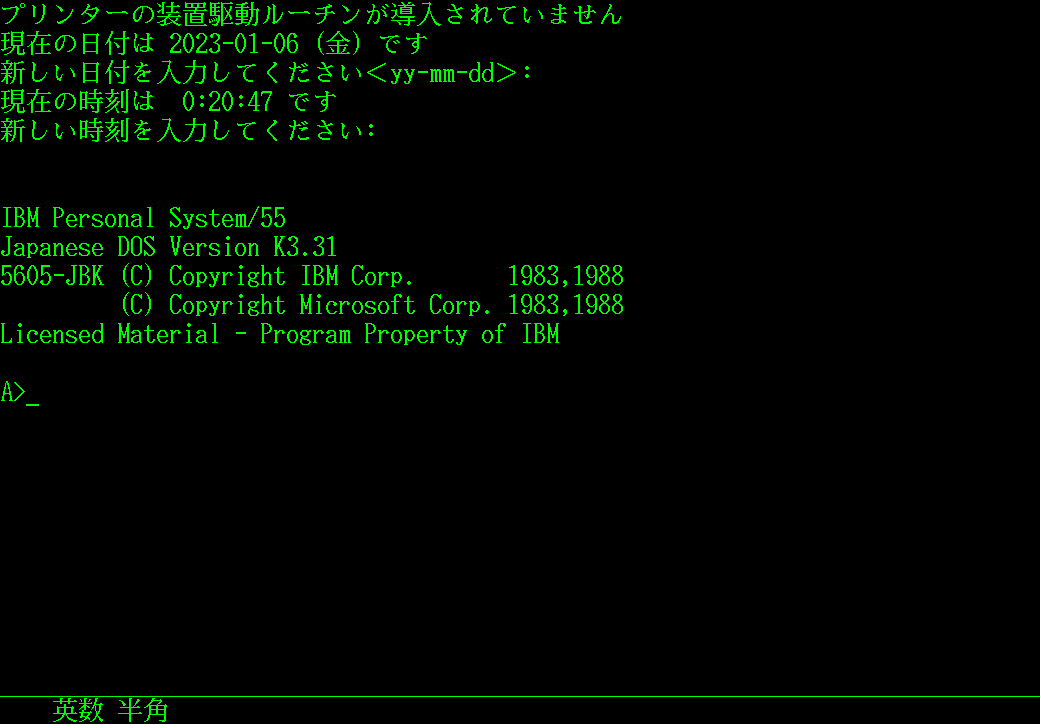
DOS/V登場前のIBM 日本語DOS K3.3の起動時画面。日本IBM独自のハードウェアであるディスプレイアダプターを必要とした

DOS/V登場前の日本のパーソナルコンピュータは、日本語（2バイト文字、特に数の多い漢字）の画面表示のために漢字ROMなどの専用のハードウェアを使用していた。
PC-8800シリーズやFM-7/77シリーズ、MZ/X1シリーズ、MSXなど多くの8ビット機では、独立した漢字VRAMは用意せず、漢字ROMから直接グラフィックVRAMにドットマトリクスを表示する方式を取っていた。この方法は低コストだが描画速度が遅かった。
一方、PC-9800シリーズなどの多くの16ビット機や、一部のハイエンド8ビット機（X1 turboシリーズ・MZ-2500など）では、漢字テキスト表示を高速化するためμPD7220等の専用のGDPが用いられた。漢字表示に対応した専用のテキストVRAMである漢字テキストVRAMをグラフィックVRAMとは別に持ち、ハードウェア的に重ねて表示することができた。すなわち、漢字コードに対応した2バイトの数値をテキストVRAMに書き込むだけで、画面表示時にハードウェアが漢字ROMに書き込まれているドットマトリクス（ビットマップ）を自動的に展開してくれるため、i8086やZ80等の非力なCPUでも非常に高速な漢字表示が行えた。この方式ではROMに内蔵されていないキャラクタは表示できないという欠点があったが、外字RAM領域を用意することで、数十文字程度であればキャラクタの追加も可能だった。一方、漢字表示に対応したハードウェアやその実装に関するコストは必要である。
J-3100シリーズ、AX、PS/55はIBM PC互換機ベースだが、漢字ROMを搭載してそれぞれ独自の日本語モードを持った。
なお例外的に、初期のマルチステーション5550ではDOS/V同様に日本語フォントをソフトウェア（ファイル）に持っており、DOS/Vの元祖と言える。ただしフォントをメモリに展開せず日本語を表示するたびにフロッピーディスクまたはハードディスクにアクセスに行ったため性能に難があった。

### DOS/Vの日本語表示方式
DOS/Vは、80286以上のCPUと2MB以上のメインメモリとビデオ表示規格のVGA以上を備えたPC/AT互換機ならば、専用のハードウェアを必要とせずにソフトウェアだけで日本語を表示できるように拡張されたDOSである。なお、オリジナルのPC/ATは80286搭載、メモリ256KB～512KB標準、ビデオ表示規格はEGAが一般的だったため、メモリとVGAアダプターの増設は必要である。
DOS/Vは漢字ROMの代わりに日本語フォントファイルを持ち、80286のプロテクトメモリ(Extended Memory)に展開してVGAのグラフィックモード画面（標準では画面解像度640×480ビット）に日本語をビットマップで展開して表示した。つまりDOS/Vの「日本語テキストモード」は実際にはVGAのグラフィックモードを使用しており、その後の拡張性・柔軟性となった。
またDOS/Vのもう1つの特徴は、DOSの日本語対応の基本部分をDOS本体（カーネル）の修正ではなくDOS標準の拡張方法であるデバイスドライバにより実現した事にある。つまりDOSの構成ファイル(CONFIG.SYS)を編集して英語DOSに「DOS/V用のデバイスドライバ（と日本語フォントファイル）」を組み込めば「日本語DOS」となり、外せば戻り、英語DOSのバージョンにかかわらず高い互換性が確保できた。実際に、日本語モードを動的にオフ・オンするchevコマンド、リブートは必要だが完全な英語DOSとなるswitchコマンドも追加された（DOS/V登場前のダイナブック、JX、AXでは英語モードで起動するには専用の英語版DOSが必要だったが、DOS/Vでは英語DOSも内蔵されていた。）またユーザーは必要に応じてデバイスドライバの拡張や交換ができ、後のV-Textに発展した。デメリットはユーザーの使用できるコンベンショナルメモリがデバイスドライバにより圧迫される点であるが、バージョン5のメモリ管理機能向上により緩和された。
以下は、DOS/Vの登場時の考え方である。PS/55は80286とプロテクトメモリと1.44MのFDD、VGAが標準で搭載されているPS/2を拡張したパーソナルコンピュータである。そして、当時、最低限表示出来なければならなかった漢字はJIS第一水準の2965文字とJIS第二水準3388文字で、これらを合わせても漢字フォントのサイズは（16dotフォントの場合）高々215KBである。この程度のサイズであればPC DOS 4.0では積極的に利用されていないプロテクトメモリを漢字ROMの代替に用いることは容易である。さらに、ROMよりRAMの方がアクセス速度が高速であるため漢字ROMからグラフィックVRAMへ表示するよりも高速に行える。（しかし前記のようにPC-9800シリーズ等では、漢字ROMからVRAMへの展開は専用ハードウェアが行ってくれるため、CPUの負荷が格段に軽く実際は高速だった。漢字1文字を表示する場合に、ハードウェア方式ではCPUはテキストVRAMに2バイトの値を書き込むだけでいいが、DOS/Vでは16dotフォントで256色モードの場合、256バイトものデータをグラフィックVRAMに書き込む必要があった。）
DOS/Vでは補助記憶装置に置かれた漢字フォントを格納したフォントファイルを起動時にデバイスドライバによりプロテクトメモリ領域に展開し、漢字表示時にそれをグラフィックVRAM領域に転送する方式を取っている。また、デバイスドライバ組み込み時に適切なフォントとキャラクタ番号を指定することで、論理的には全ての文字記号を表示可能である。ただしこのメモリ確保は当初はBIOSのINT 15h手順によるものだったため仮想86モードを使用するVCPIやDPMIとの相性が極端に悪く、FONTXやDOS/Vスーパードライバーズ（後述）、PC DOS J6.1/VでXMSインターフェイスに対応したことで解消された。
従来の機種（PS/55の日本語ディスプレイアダプタ搭載機種）にDOS/Vをインストールした場合には標準の構成ファイル(CONFIG.SYS)では既存の漢字ROMを参照する設定がデフォルトとなり、メインメモリーの常駐量を節約していた。初期のPS/V(model 2405, 2410)には専用ISAスロットに漢字ROMボードが装着されていたが、漢字ROMを参照する設定は入っていない。

### 拡張画面表示・V-Text

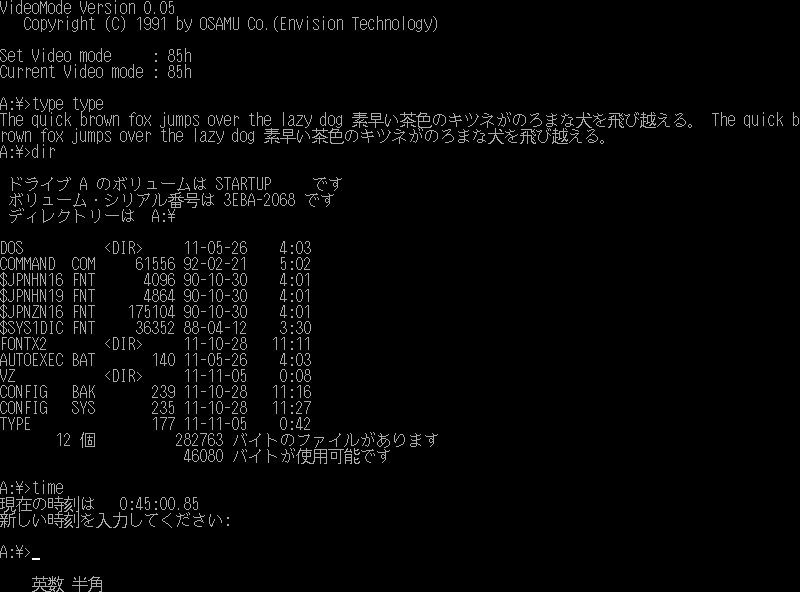
V-Textドライバによる100×37テキスト表示（画面解像度は800×600）

VGA以外の画面解像度や、標準以外の日本語フォント表示などに対応した拡張画面表示の仕様も策定・公開され、日本語表示用の互換ドライバが多数、開発・配布・販売された。
最初に、lepton（小山隆史）が1991年にFONTXをフリーソフトウェアとして公開した。これはDOS/V標準のフォントドライバ（IBM版では$font.sys、マイクロソフト版ではjfont.sys）の上位互換のフォントドライバであり、DOS/V標準以外のフォントを使用できた。
次に、h.murataがIBM版DOS/Vの標準のディスプレイドライバ（$disp.sys）に適用するパッチを日経mixで公開した。これはSVGAの800×600（VESAで標準化された表示規格）で日本語を表示できた。これらはFONTXシリーズと共に、フォントを自由に変えられる上に拡張画面表示を実現するというDOS/Vの可能性を広げるものとなった。
更にleptonが公開したDISPS3はDOS/V標準のディスプレイドライバ（IBM版では$disp.sys、マイクロソフト版ではjdisp.sys）の上位互換のディスプレイドライバでS3チップ特化版であり、当時は高画質・高速を誇ったS3のビデオチップ（86C928登場前）に特化して、アクセラレータを直接コントロールして高解像度かつ非常に高速な日本語表示ができた。また6×12、7×14、8×14、8×16、8×19ドットといった色々なフォントサイズを表示でき、点滅カーソルなども使用できた。続いて登場したDISPVは、DISPS3に対して汎用性を持たせた物で、VBE(VESA BIOS Extension)対応のSuperVGA上にて640×480および800×600の解像度で表示する事が可能となった。ただしこれらのドライバは利用しようとする解像度ごとのドライバを必要とし、汎用性に欠ける面があった。
そして西川和久率いるシー・エフ・コンピューティング(C.F.Computing)による、FONTX、DISPV、DISPS3などをベースに拡張したドライバーをまとめた「DOS/Vスーパードライバーズ」が、ソフトバンクより書籍（マニュアルと付属のフロッピーディスクの形）として出版された。
これらの拡張画面表示の仕組みは当初はHi-Text（ハイテキスト）とも呼ばれた。ただし、この名称はh.murataが所属していた株式会社オサムからPC-9800シリーズで同様の環境を実現する商品として発売されるとともに登録商標となったため、以後、DOS/Vにおける同等の仕組みはV-Textと呼ばれるようになった。1993年にはIBM本社が公認した国際仕様となり、日本IBMからは「IBM DOS/V Extension」が発売された。これは日本のパソコン通信などのネットワークで生まれ育った規格をIBM本社が正式採用して製品化された出来事だった。
IBM DOS/V Extensionでは更なる変更が追加され、ディスプレイだけではなく、プリンタにも日本語印刷のための機能が装備され、当時は当然視されていた日本語フォント搭載のプリンタでなくとも、ドライバさえ有れば日本語でのテキスト印刷が可能になっていた。
V-Text用の主なドライバーには以下のフリーウェアや製品がある。
- leptonによるFONTX、DISPV、DISPS3 [21]
- DOS/Vスーパードライバーズ （C.F.Computing）[20] - 多数のビデオチップに対応し高速化
- DOS/Vスーパードライバーズ32 （C.F.Computing）[22] - 対応チップ追加、横倒しモード（縦書き）などの機能追加
- IBM DOS/V Extension (Ver.1/Ver.2) [23] （日本IBM）- 複数フォントサイズやXGA/XGA2、日本独自の「PS/55日本語表示アダプター」（画面解像度は1024x768だがXGAとは別規格で8514/Aと技術的な連続性がある）に対応
- PC DOS 7、PC DOS 2000 （日本IBM） - IBM DOS/V Extension 2.0 が標準搭載された
- OS/2のDOS/V互換環境 - 後にIBM DOS/V Extension 2.0相当の機能が標準搭載された

これらのドライバーを使用すれば、IBM版DOS/Vだけでなく、マイクロソフト版DOS/Vや、英語版の各社のDOS、更にはOS/2やWindowsのDOS互換環境などもV-Text化することができる。ただし個々の組み合わせ、サポート有無は要確認である。
V-Textをサポートした主なソフトウェアには以下がある（サポートするドライバーや画面モードは確認が必要である）。
- 出射厚によるファイル管理ソフト「FD (ファイル管理ソフト)」
- ビレッジセンターの日本語テキストエディタ「VZ Editor」
- メガソフトの日本語テキストエディタ「Mifes」（Ver5.5以降）
- 管理工学研究所の日本語ワープロ「松」（Ver6以降）
- 日本IBMのDOS版ウェブブラウザ「WebBoy」

### PC-9801との競争とその成果、時代の変化と一つの文化の終息
専用のハードウェアを搭載せずにコストを下げるという方式は、前述のV-Text等の表示の柔軟性と言うメリットをもたらした。しかし、画面スクロールや書き換え速度といった表示速度では、PC-9801の方がどう客観的に見ても、初期のDOS/Vマシンよりかなり高速だった。DOS/Vとの日本語のテキストスクロール速度の比較実演を行ったNECのテレビコマーシャルも放送された。
環境などがまったく異なるのであくまでも参考までに留まるが、大体の実感を留めておくために比較の一例を挙げておく。2004年当時のPC-AT互換機にて、FreeBSD等のコンソールでkonを使用した漢字表示のスクロール速度よりも、そのPC-AT互換機よりも世代が古かったPC-9821の漢字表示の方がきわめて高速なスクロール速度だったという。それは肉眼でその内容を判別できないほどだったといわれている。
PC-9801はCPUが「この漢字を表示しなさい」とグラフィックアクセラレーターに簡単に命令するだけで画面に漢字が表示される。対してDOS/Vは面倒な手続きのあと、いちいちCPUが漢字の綴り方帳を引っ張り出してきては自分の手で漢字を全部画面に書いてやっと表示される、というもので、これでは表示速度に差が出るのは致し方ないことだった。
しかし実際のDOS上で動作するアプリケーションの多くで、テキスト画面でのスクロール速度はある程度の性能さえ出ていれば充分であり、スクロールしている画面の内容が肉眼では判明できないほどのきわめて高速なスクロールであってもアプリケーションの総合的な性能向上においてはあまり意味を持たなかった。
Windows 3.xの普及に伴い、CPUの能力も格段に進歩していった。また、Windowsが必要とする各GDI命令に対応したハードウェアアクセラレート機能を持つグラフィックアクセラレータが必要とされ、需要が盛んになるにつれてグラフィックアクセラレーターの飛躍的な進歩が始まった。それを用いて、DOS上でプログラムを組んで直接操作することによってより高速な動作を引き出そうとした。CPU側の処理能力は充分なものとなり、多少の煩雑な処理は高速スクロールにおいて人間の持つ動体視力を上回ることにおいて問題とならなくなった。グラフィックアクセラレーターに含まれる多彩な機能の内、主にBitBltとハードウェアスクロール機能が用いられた。例えば重ね合わせとスクロールをグラフィックアクセラレーターによって高速に行う機能が追加され、結果、スクロール速度においてPC-9801よりも高速なスクロールを実現したケースも生まれた。

だが、Windowsの普及に伴ってグラフィックアクセラレーターの開発競争が生じ、多数のグラフィックアクセラレータが各メーカーから発売されることとなった。結果、各メーカーの参入と撤退が激しくなった。
各メーカーのグラフィックアクセラレーターの操作プログラミング技法には、一定のガイドラインが定められていて互換性が保たれている部分はあった。しかし、そのグラフィックアクセラレーターの性能を極限まで活用しようとすると、グラフィックアクセラレーターの詳細な内部にまで踏み込んでプログラミングする必要があった。その領域では相互にほとんど互換性が無く、一つ一つのグラフィックアクセラレーターに対する個別対応が必要だった。加えて、グラフィックアクセラレーターの大規模化と高機能化が進み、直接DOSからプログラムにて操作するその手間は時間を追ってきわめて大変な労力となっていった。
加えて時代はDOSからWindowsへと移行していき、必然的に需要の急速な減少が現れて、DOS/Vは下火になっていった。

## 製品

### 日本語版
- 日本IBM (IBM PC DOS 日本語版)
  - IBM DOS J4.0/V （マイナーバージョンは「IBM DOS J4.05/V」～「IBM DOS J4.07/V」が存在した）
  - IBM DOS J5.0/V （マイナーバージョンの「IBM DOS J5.02/V」が存在した）
  - PC DOS J6.1/V （J6.0は存在しない。DOS/V Extension 1.0の成果を一部取り込んだ。）
  - PC DOS J6.3/V （J6.2は存在しない）
  - PC DOS J7.0/V （アップグレードCD-ROM版ではDOS/V Extension 2.0を標準搭載した。）
  - PC DOS 2000 （製品名称に「/V」は付かないが、日本語版はDOS/Vが含まれている。IBMの最終バージョン。）
- マイクロソフト
  - MS-DOS 5.0/V
  - MS-DOS 6.0/V
  - MS-DOS 6.2/V （6.1は存在しない。マイクロソフトの最終バージョン。）
- デジタルリサーチ（Novell）
  - DR DOS 6.0/V （DR-DOSのDOS/V版。後継の Novell DOS 7 にはDOS/V版は存在しない。）

上記の他、当初はコンパック版や、AX規格のキーボードやJEGAボードに対するドライバが追加されたソニー版のDOS/Vもあった。またPS/55専用の「IBM DOS J5.0」（「/V」が付かない、通称JDOS）も、5.0以降ではDOS/Vモジュールを含み切り替えて使う事ができたが、インストールはPS/55専用の「日本語ディスプレイアダプタ」を必要とした。

DOS/V登場時、IBMとマイクロソフトは本社を置く米国では関係が悪化していたが、日本IBMはIBM版の日本語Windowsへの積極的な対応など本国とは違う独自の動きを行っており、DOS/Vを実現するドライバをマイクロソフトに供給し、マイクロソフト版DOS/Vのベースとなった。しかし、IBM版とマイクロソフト版は日英の言語切り替え機能（切り替えコマンドの構文）に関して互換性がない。また、PC DOS J6.1/VとMS-DOS 6.2/Vの開発で日本IBMとマイクロソフトは別々に改良作業を行い、ユーティリティやV-Textへの対応などに違いが見られる。例えば、MS-DOS 6.2/VではISO 9660規格で先頭に「$」が使えないという理由で、ディスプレイドライバのファイル名が「$DISP.SYS」から「JDISP.SYS」に変更されている。PC DOS 2000は、いわゆる2000年問題の対応版だが、これがMS-DOSおよびPC DOS全体の最終版となり、2002年にはサポートも終了した。各バージョン間の相違はMS-DOSを参照。

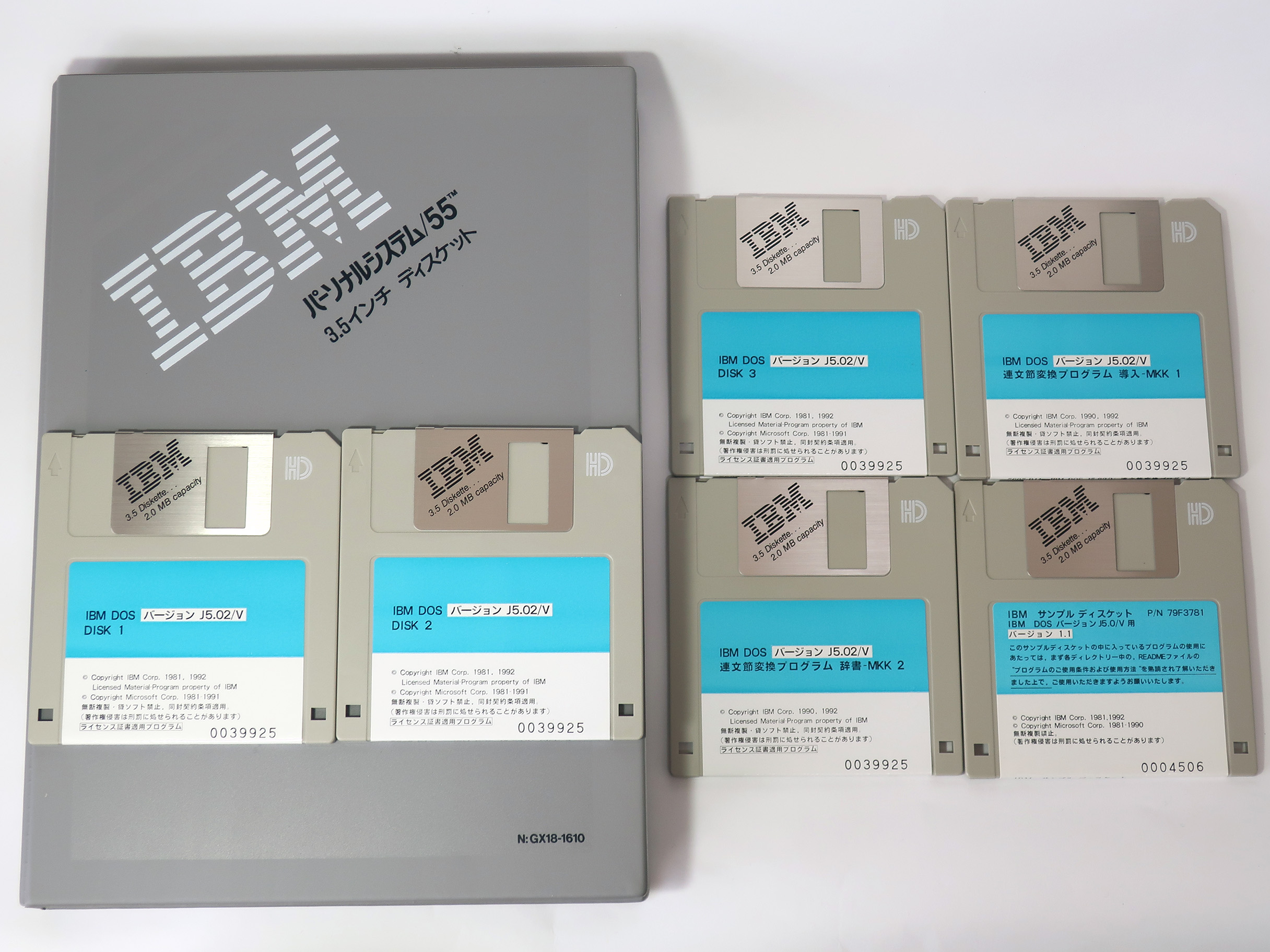
IBM DOS J5.02/Vのディスク
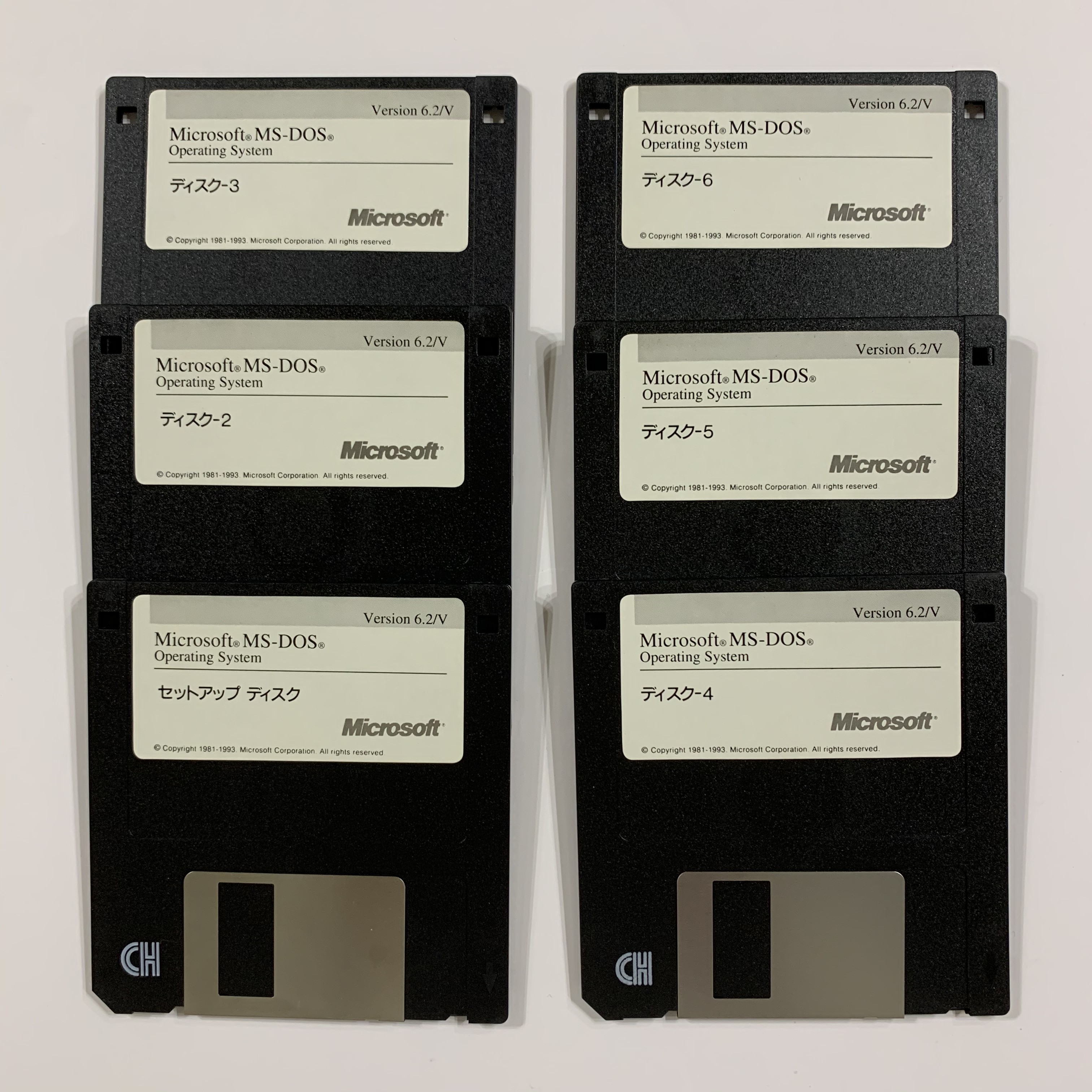
MS-DOS 6.2/Vのディスク
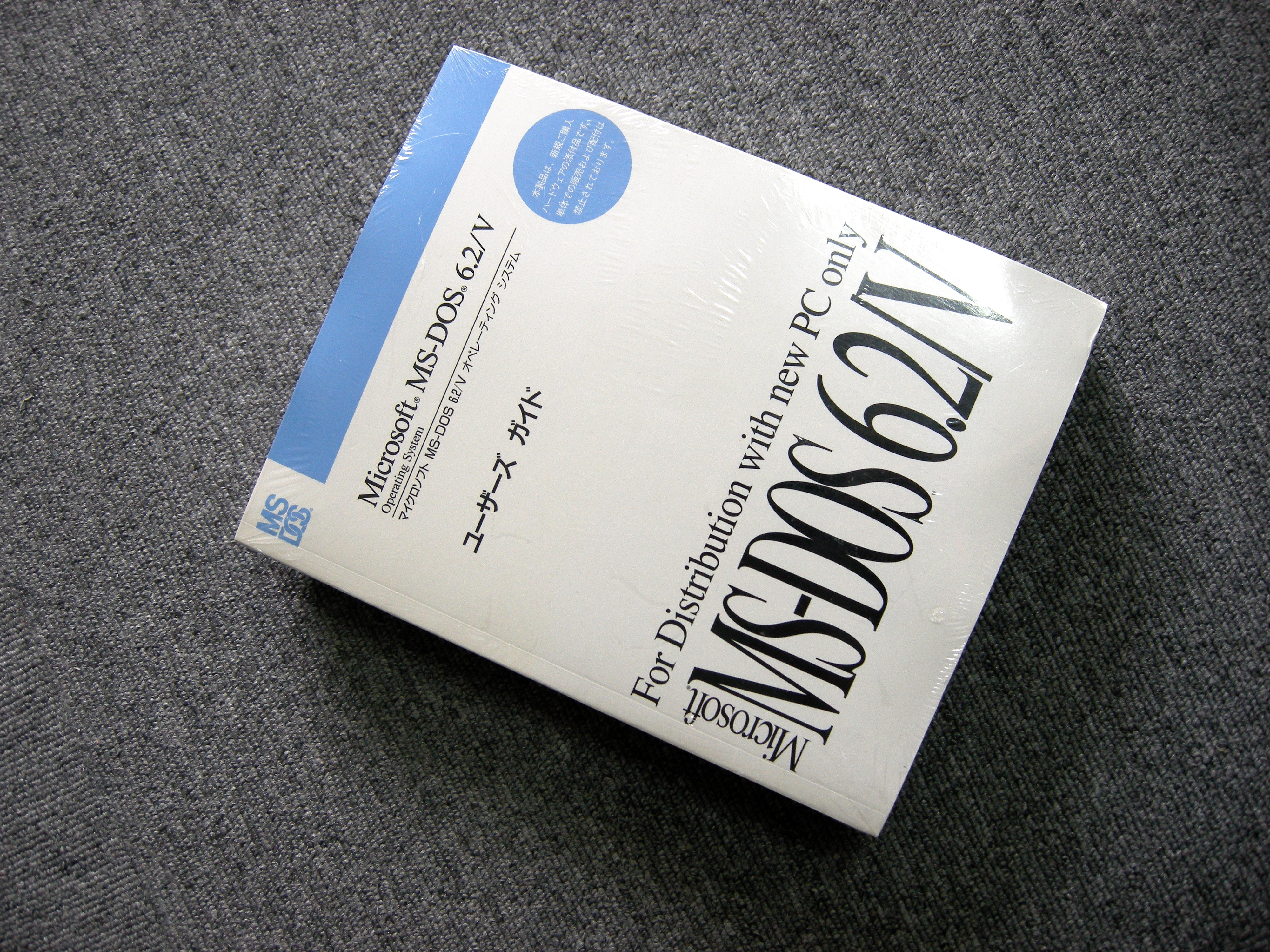
MS-DOS 6.2/V マニュアル

### 他言語版
1983年より日本を含むアジア・太平洋地域の製品開発の管轄は日本IBM(APTO)にあったため、マルチステーション5550を始めOS/2やDOS/Vも台湾、韓国、中国の各地域向けバージョンが作成された。IBMの資料より各国向けのDOS/Vは以下の製品が確認できる。
- 台湾版
  - IBM DOS T5.0/V
  - PC DOS T6.1/V
  - PC DOS T7
- 韓国版
  - IBM DOS H5.0/V
  - PC DOS H7
- 中国版
  - PC DOS P6.1/V
  - PC DOS P7